# Palazzo Chigi-Saracini
Pour les articles homonymes, voir Chigi.
Le palazzo Chigi-Saracini est un palais situé au 89 de la via di Città à Sienne (Italie). Ayant appartenu au comte Galgano Lucarini Saracini, il héberge depuis 1932 l'académie musicale Chigiana.

## Histoire
Au milieu du XIIe siècle, les Marescotti, famille noble de Sienne, érigent la tour qui existe toujours à l'extrémité de l'édifice. Leur emblème (un aigle aux ailes déployées) est encore visible sur les fenêtres trilobées de la façade.
En 1506, les Piccolomini Mandòli acquièrent le bâtiment et le modifient considérablement dans l'esprit de la Renaissance comme cela est visible sur le cortile et  sa loggia.
En 1770, Marcantonio Saracini entreprend une restructuration qui dure jusqu'en 1824, date à laquelle son fils Galgano en hérite. En maintenant le style gothique originel, la façade épouse la courbure caractéristique de la via di Città où le palais est situé. L'intérieur est rénové et modernisé par Agostino Fantastici, et des collections d'œuvres d'art sont installées.
En 1877, la famille Saracini s'étant éteinte, c'est une autre famille de Sienne, la famille Chigi, qui hérite du palais tout en gardant le nom d'origine. Fabio, le propriétaire d'alors meurt dans un accident de chasse et son neveu Guido en hérite. C'est le dernier propriétaire, le comte Guido Chigi Saracini, qui fait restaurer l'extérieur et l'intérieur par l'architecte Arturo Viligiardi (en particulier la salle des concerts en style rococo). Il y fonde en 1932 l'académie musicale Chigiana à laquelle il lègue le bâtiment, à sa mort en 1965.

## Galerie

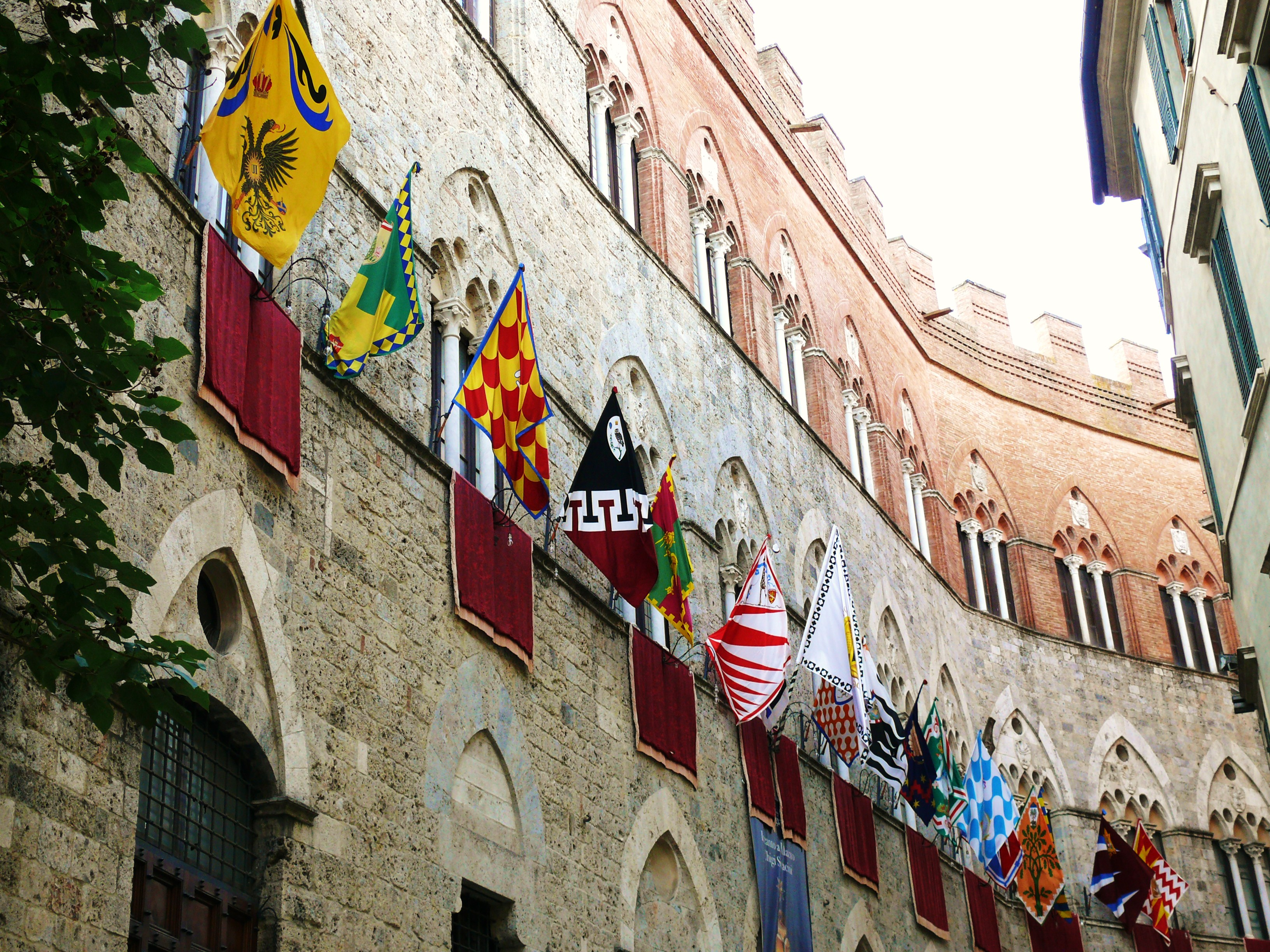
La façade arborant les drapeaux des contrade durant le palio.
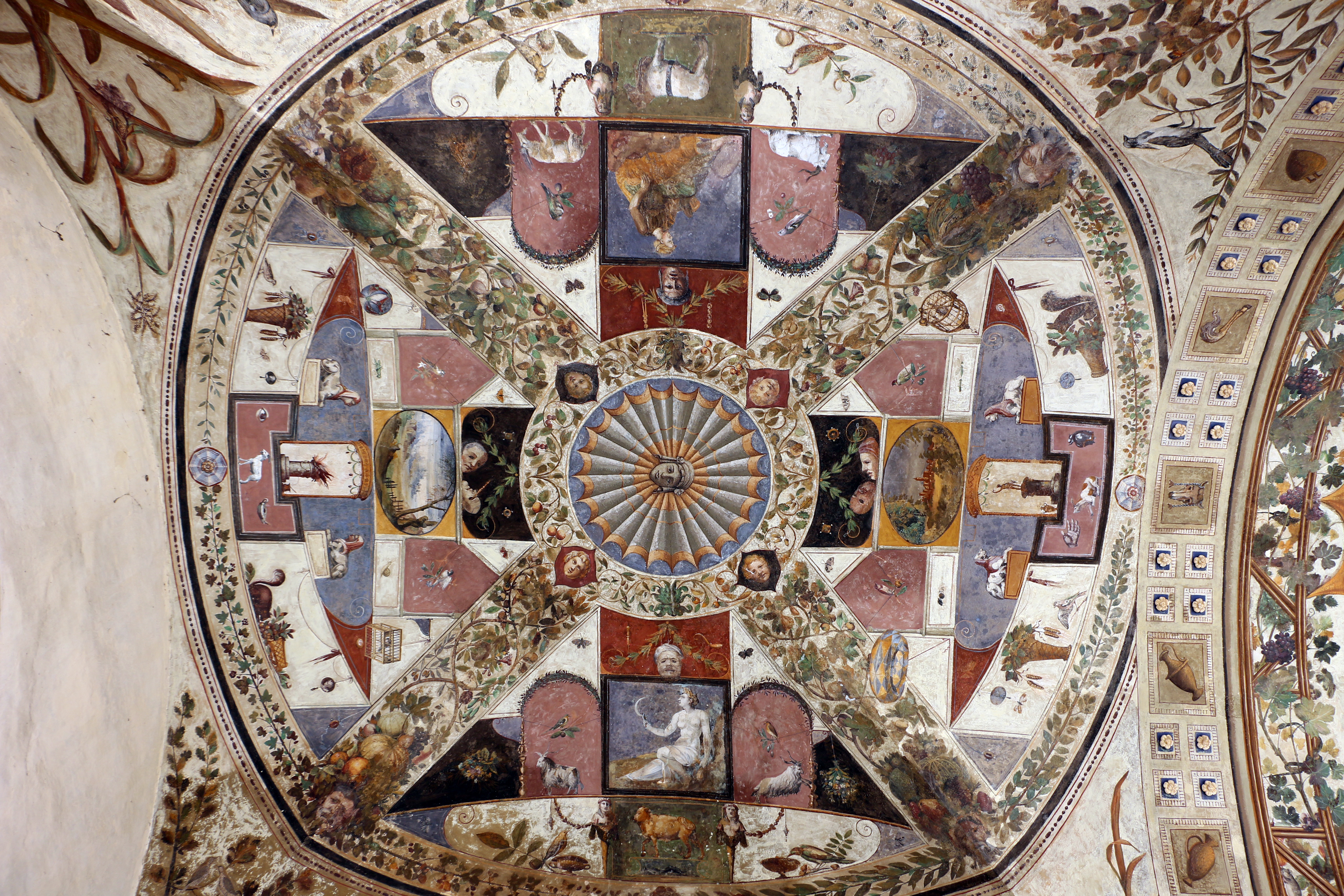
Grotesque du plafond de la loggia.

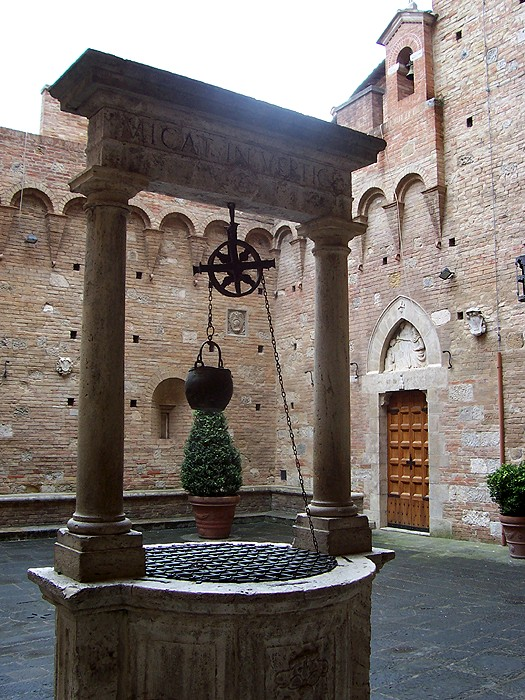
Le puits dans la cour portant l'inscription Micat in vertice (« Je brille au firmament »), devise de la famille Chigi.
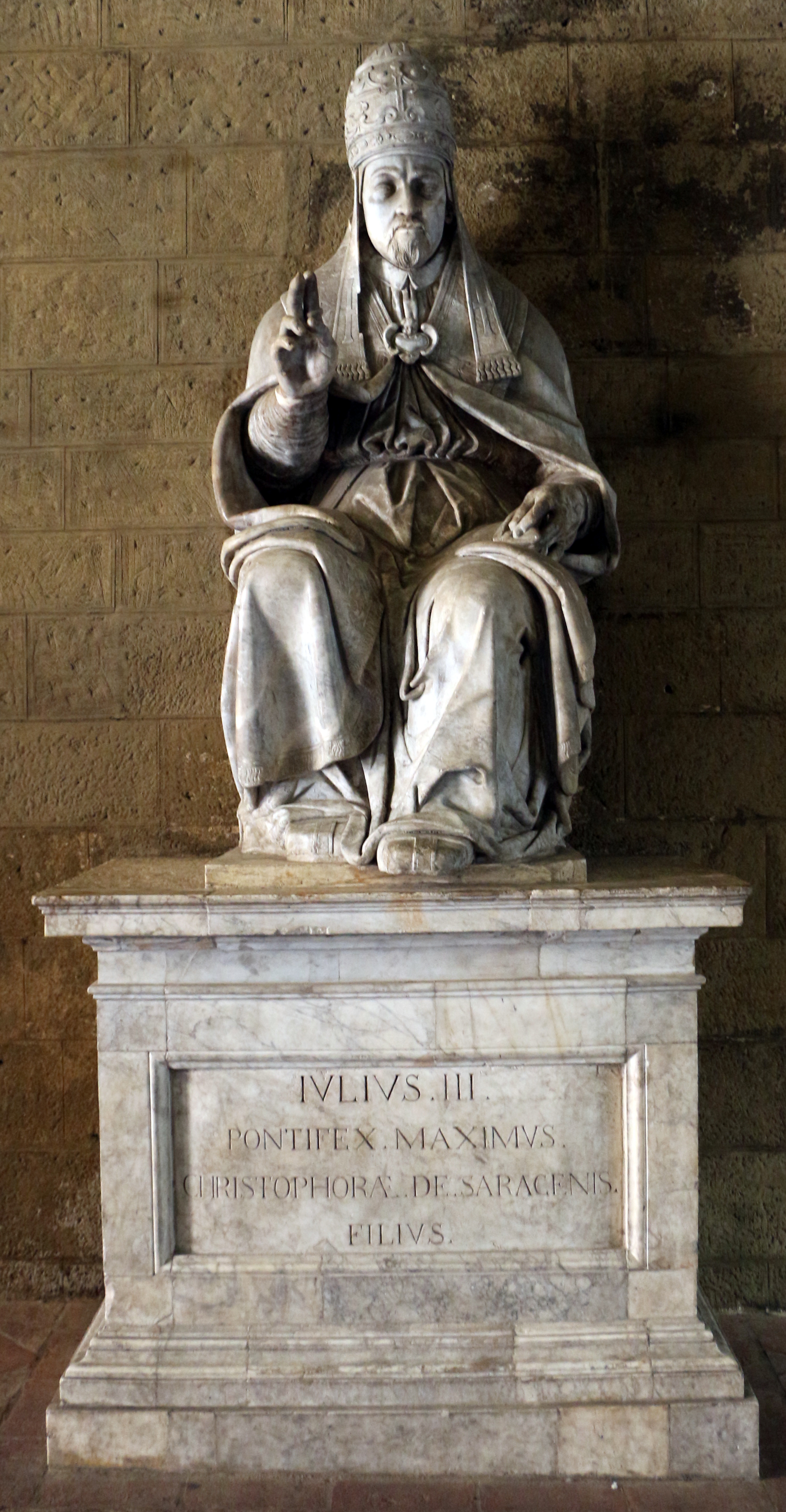
Statue du pape Jules III.
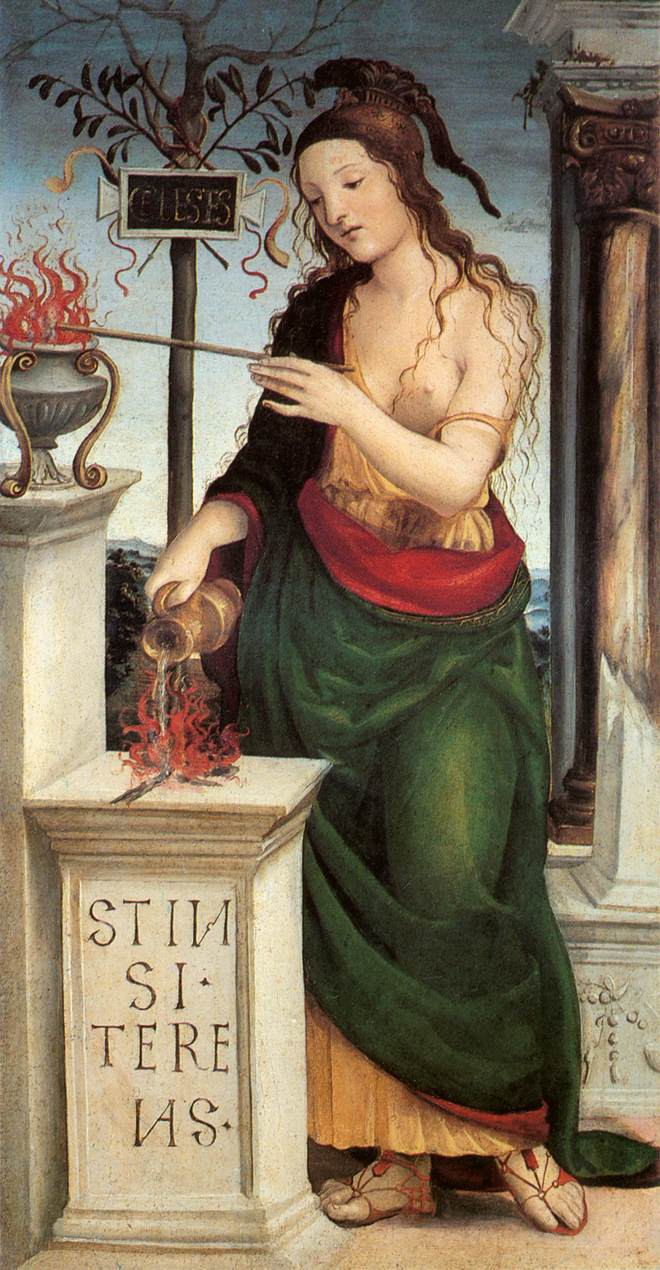
Le Sodoma, Allégorie de l'amour céleste, une des œuvres exposées au palais.
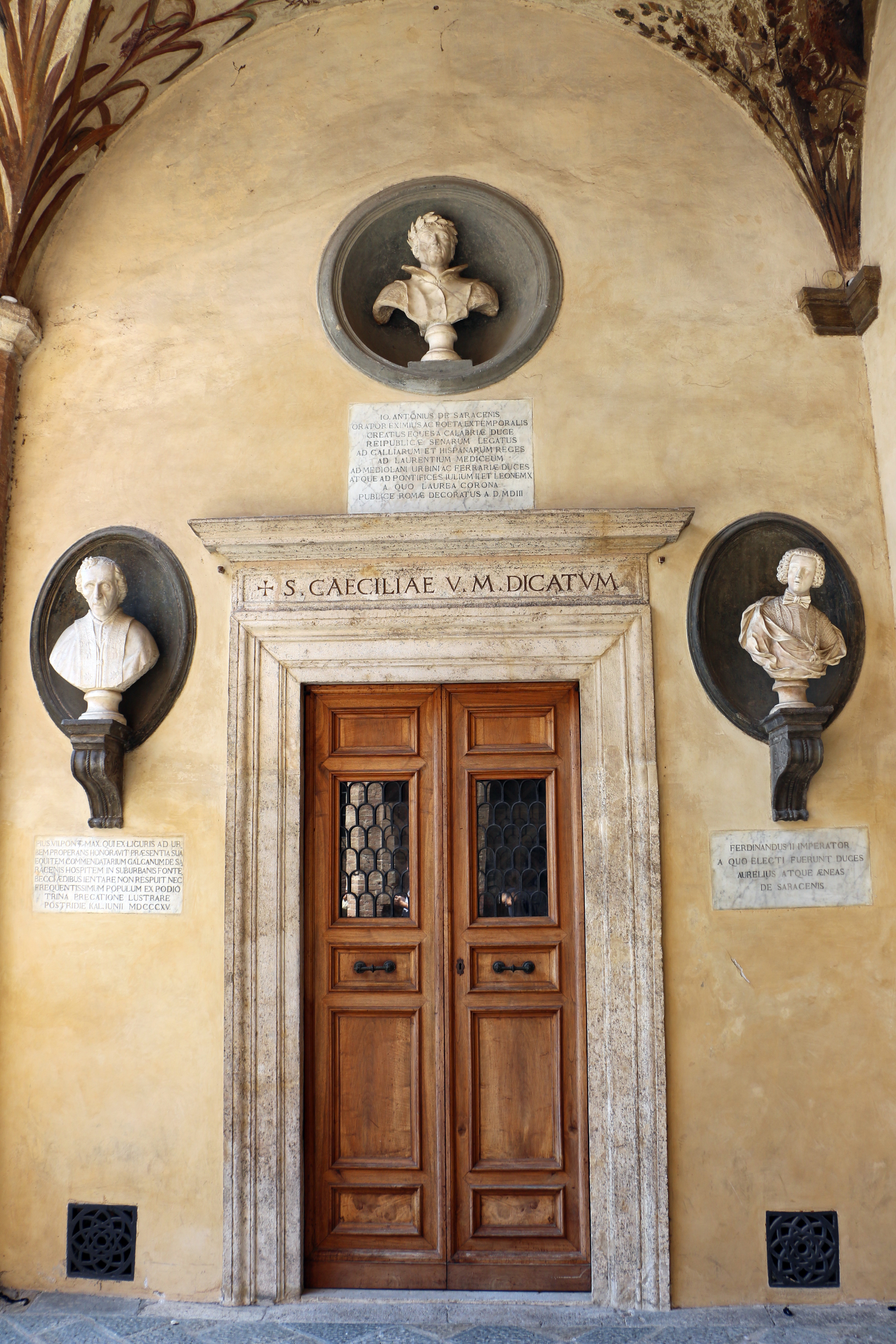
Porte sur la cour.
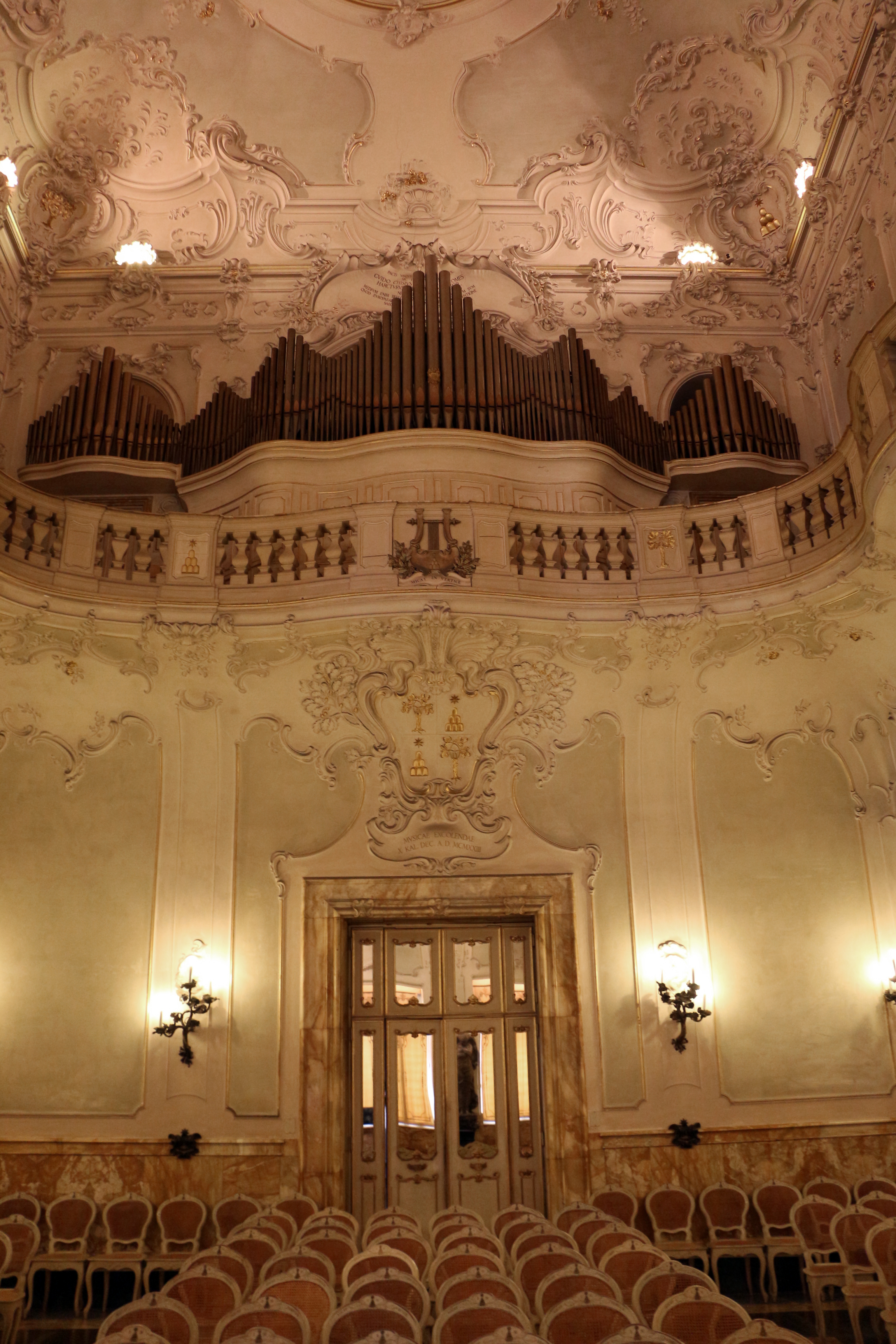
La salle de concert.